# 磷酸二氢锌
磷酸二氢锌(英文:Monozinc phosphate)是一種無機化合物，屬於磷酸二氢鹽，由锌、磷、氧、氫組成，化學式為Zn(H2PO4)2。一般常溫下磷酸二氢锌都是以二水合磷酸二氢锌存在。

## 二水合磷酸二氢锌
二水合磷酸二氢锌（Zinc dihydrogen phosphate），化学式Zn(H2PO4)2·2H2O。分子量295.39。

## 性质
白色三斜晶体或凝固状物。有腐蚀性和潮解性。溶于水并发生分解；也溶于盐酸和碱。熔点低，在100°C即开始分解。常温下在空气中稳定。

## 制备
氧化锌与磷酸于100～120°C进行反应，生成磷酸二氢锌。在130°C进行浓缩，然后冷却结晶、离心分离，制得成品。
{\displaystyle {\rm {\ 2H_{3}PO_{4}+ZnO\rightarrow Zn(H_{2}PO_{4})_{2}+H_{2}O}}}

## 用途
用作金属表面的磷化处理剂，陶瓷工业中的着色剂，玻璃工业中的澄清剂。电镀中，用于黑色金属制件的防腐处理，其性能优于磷酸二氢锰。
详细请参考：
氧化锌专注锌业门户网 （页面存档备份，存于）
http://www.yanghuaxin.cc
磷酸二氢锌
https://web.archive.org/web/20120109173245/http://www.yanghuaxin.cc/a/chanpinzhanshi/190.html